# Dicorypha
Dicorypha is een geslacht van rechtvleugeligen uit de familie sabelsprinkhanen (Tettigoniidae). De wetenschappelijke naam van dit geslacht is voor het eerst geldig gepubliceerd in 1902 door Krauss.

## Soorten
Het geslacht Dicorypha  is monotypisch en omvat slechts de volgende soort:
- Dicorypha furcifera (Krauss, 1902)